# Hope & Co

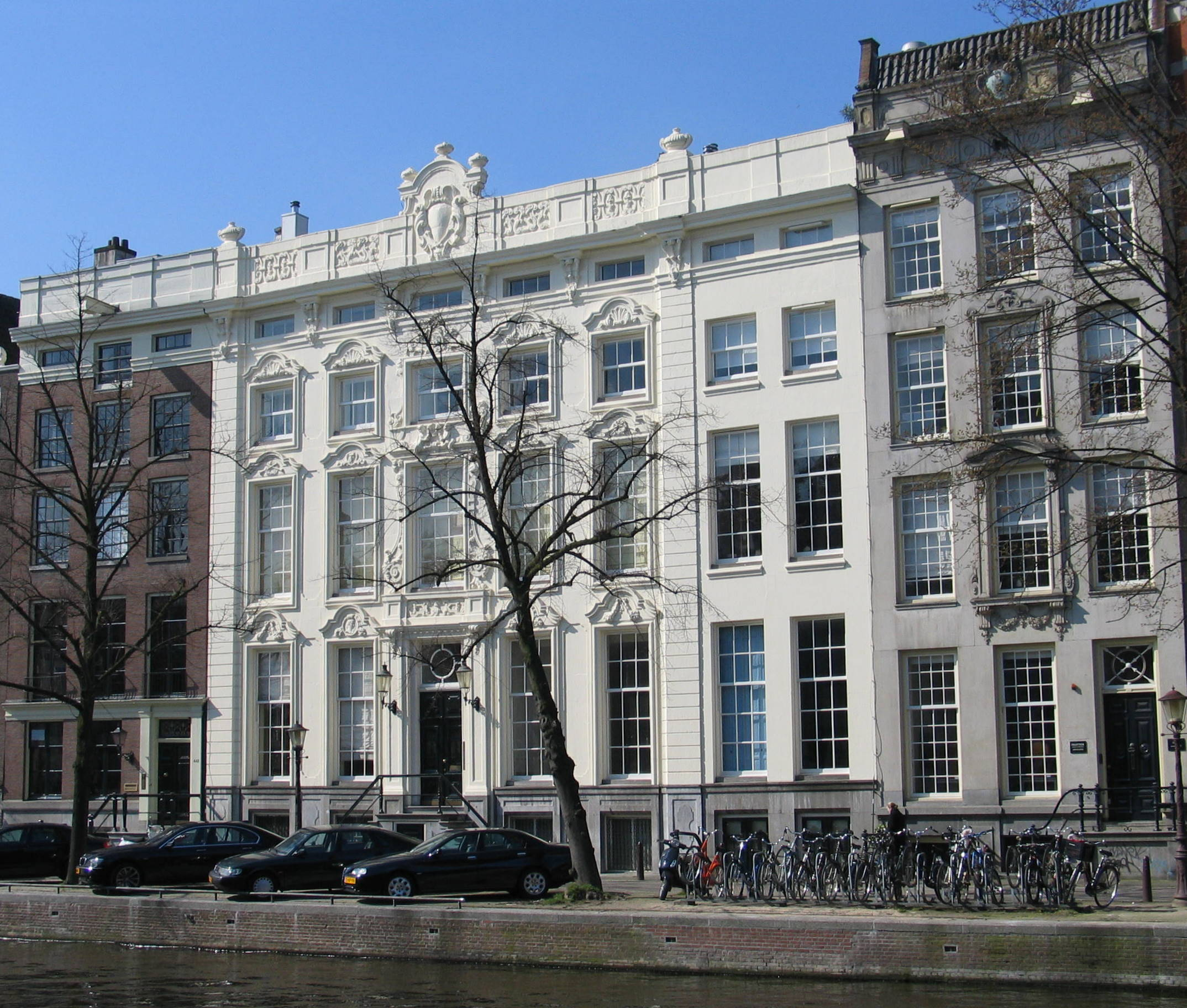
De voormalige bank Hope & Co (in het midden)

Hope & Co was een bankiershuis aan de Keizersgracht 444-446 in Amsterdam. Het handels- en bankiershuis werd in 1762 opgericht door de Amsterdamse bankier Thomas Hope samen met zijn zoon Jan Hope en neef Henry Hope. De firma verzorgde leningen en investeringen door heel Europa. In het begin van de 19de eeuw investeerde de firma in de Verenigde Staten en Rusland. Het devies luidde: ad spes non fracta (met ongebroken hoop).

## Familie
De familie Hope stamt oorspronkelijk uit Schotland. Archibald Hope, de vader van Thomas, was de Quakerbeginselen toegedaan. Hij speelde in combinatie met een of meer van zijn zoons een hoofdrol in de Rotterdamse actiehandel rond 1720. Ze kwamen ongeschonden uit de strijd. Zijn oudste zoon Henry zocht zijn geluk in de Verenigde Staten. Isaac en Zacharias bleven in Rotterdam. Archibald en zijn broer Thomas verhuisden naar Amsterdam; de laatste liet zich eerst in 1730 als poorter inschrijven.

## Het begin van Hope & Co

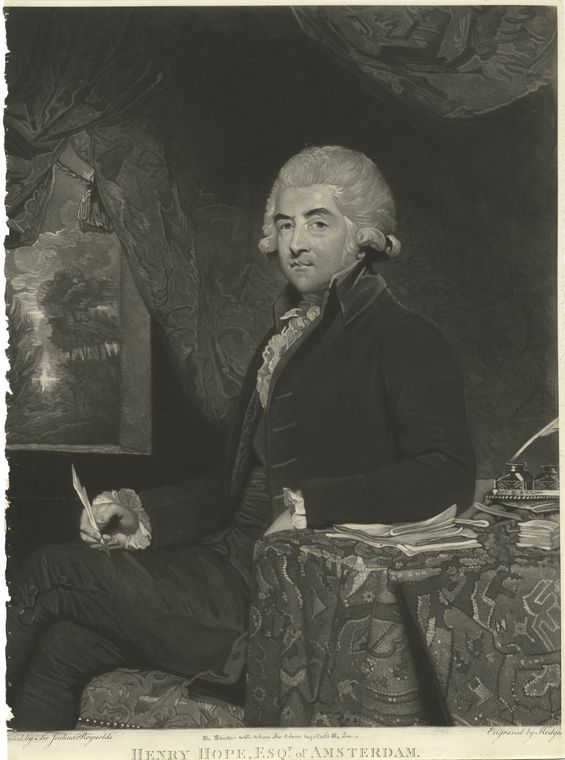
Schilderij van Henry Hope jr. (uitgebracht in 1788)

Over de vroegste geschiedenis van de firma is weinig bekend. In 1721 opende Archibald een rekening bij de Amsterdamse Wisselbank. In 1726 komen Thomas en zijn broer Archibald voor het eerst samen voor. In 1734 trad Adrian tot de firma toe, nadat Archibald was gestorven en de zaken in zeeverzekeringen en de handel op Engeland, Amerika en West-Indië floreerden. De Hopes hielden kantoor aan huis, op Herengracht 64 en 106. In 1758 kocht Thomas twee panden aan de Keizersgracht van Mattheus Lestevenon, tegenwoordig de nummers 444-446. Vervolgens kocht hij op grote schaal de achtergelegen huizen en pakhuizen op, die konden dienen voor opslag en als stal. De zaken verliepen voorspoedig voor de gebroeders Hope (en menig ander handelshuis), onder meer als gevolg van de leningen aan de oorlogvoerende landen Engeland, Pruisen en Frankrijk tijdens de Zevenjarige Oorlog (1756-1763). Het aantal door hen uitgeruste schepen verminderde; de kredietverlening en het aantal wisseltransacties nam toe.
In 1762 wordt de firma Hope & Co opgericht, als neef Henry Hope jr. uit Boston komt en partner wordt samen met Jan Hope, die zich later meer richt op zijn werk in de vroedschap en op zijn kunstverzameling. In 1763 wordt Keizersgracht 448 aangekocht als woonhuis voor Henry. De bank deed veel zaken in Zweden, Polen, Rusland, Portugal, Spanje, Frankrijk en Amerika. De bank sprong in bij het faillissement van de bank van Leendert Pieter de Neufville. Onder leiding van de bank Hope & Co probeerden enkele verontruste bankiers in allerijl de crisis te bezweren door een reddingsfonds bij elkaar te brengen. Dat mislukte, omdat de firma Pels & Co. weigerde bij te dragen. In 1773 gingen Pels & Co en Clifford failliet. De bank hield zich afzijdig ten tijde van de Amerikaanse Onafhankelijkheidsoorlog. In 1776 kocht de firma veel lijfrentes; rond 1781 lijnbanen aan de Zoutkeetsgracht en in 1785 huizen aan de Amstel en in de Halvemaansteeg. Daar zou in 1786 een Frans theater, nu de Kleine Komedie, verschijnen. In 1789 wendde Jacques Necker zich met een persoonlijke brief tot de firma. Bij het Einde van de VOC verstrekte de bank leningen aan het in moeilijkheid verkerende bedrijf. Ook de Amsterdamse Wisselbank werd gesteund in 1791.
Partners, firmanten of vennoten zijn Jan Casper Hartsinck, de aangenomen John Williams, Robert Voûte en Pierre Cesar Labouchère, die in 1796 trouwde met een dochter van Francis Baring, een van oorsprong Duitse bankier.

## 19e eeuw
In 1803 en 1804 verkochten de erfgenamen van Thomas Hope al het vastgoed op de Keizers- en Prinsengracht aan John Williams Hope.

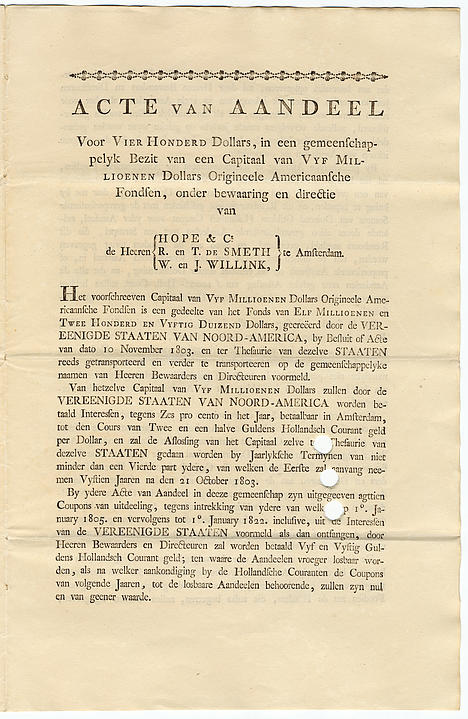
Door Hope & Co. in 1804 uitgegeven aandeel om de "Louisiana Purchase" te financieren

In 1803 gaf Hope & Co samen met Barings & Co. aandelen uit om voor Thomas Jefferson de aankoop van Louisiana te financieren. Van 1803 tot 1821 voerden Hope & Co samen met R. & Th. de Smeth en Willem & Jan Willink de directie over een kantoor voor het Gemeenschappelijk Bezit van Originele Amerikaanse fondsen. In 1820 plaatste de firma, samen met de firma Weduwe W. Borski Russische leningen voor 120.000.000 gulden. Nadat koning Willem I in 1824 het verbod had ingetrokken om zonder toestemming in buitenlandse leningen te participeren, legden Hope & Co zich met nieuwe kracht toe op buitenlandse fondsen, met name Russische. De laagste winst werd uitgekeerd in 1823; de hoogste in 1819.
Bij het kantoor werkten in 1759 28 mensen.
In 1811 stonden er vijftien medewerkers op een salarislijst, in 1815 dertien. De erfgenamen van Henry en Jan Hope hadden zich in de loop van 1813-1814 allemaal teruggetrokken uit Hope & Co en deden hun aandeel als stille vennoten over aan Alexander Baring in Londen, een zwager van Labouchere. In 1811 trad Adriaan van der Hoop en in 1815 Hieronymus Sillem tot de bank toe. Na 1900 liep het aantal werknemers snel op van 27 in 1901, 38 in 1905 tot 57 in 1915.
De firma verhuisde in 1813 naar Nieuwe Doelenstraat 9 en in 1821 naar Keizersgracht 579-581. In 1920 werd het zeer ruime belendende woonhuis op Keizersgracht 577 aan het kantoor toegevoegd. Tot 1962 bleven de verbonden bedrijven in deze panden gevestigd.
In de 19e eeuw traden drie andere leden van de familie Sillem en zes leden van de familie Van Loon tot de bank toe. In een onbekend jaar werd Balthazar Heldring, die getrouwd was met een Sillem, firmant. In 1854 trouwde Hendrik Maurits Jacobus van Loon met Louise Catharina Antoinetta Borski, kleindochter van de weduwe Borski. Zij kregen drie zonen, Willem Hendrik, Louis Antoine en Ernst Hendrik (1863-1944). De oudste en de jongste zoon werden partners bij Hope & Co. Zijn zoon Hendrik Maurits (1886-1949) werkte bij Hope & Co, evenals zijn neef Louis Charles (1891-1955).
Ten behoeve van de inschrijvingen in het Grootboek van Nationale Schuld en op de door de administratiekantoren uitgegeven certificaten werd de naam van de firma Weduwe W. Borski nog gehandhaafd tot de opheffing van het kantoor in 1966.

## Het einde van Hope & Co
Hope & Co fuseerde in 1962 met R. Mees & Zoonen tot Bank Mees & Hope en in 1975 werd Bank Mees & Hope overgenomen door de ABN. Deze bank ging in 1991 samen met de AMRO Bank tot ABN-AMRO. De dochter Pierson, Heldring & Pierson van de AMRO bank werd in 1994 samengevoegd met dochter Bank Mees & Hope van de ABN tot MeesPierson. MeesPierson werd in 1997 overgenomen door Fortis.

## Slavernijverleden
De opvolger van Hope & Co, ABN AMRO, liet onderzoek doen naar het slavernijverleden van Hope & Co. Volgens het onderzoek dat in 2022 was voltooid, was de bank een spil in de Caribische slavernij.

## Varia
- Het bankiershuis Hope & Co is venster nummer 22 van de Canon van Amsterdam.

## Naslagwerk
- Buits, Maarten, G. At spes non fracta, Hope & Co. 1770-1815 (1974) uitgever: Martinus Nijhoff, Den Haag ISBN 9024716292